# Saabolda
Saabolda – wieś w Estonii, w prowincji Põlva, w gminie Värska.